# Sony против Connectix
Дело Sony Computer Entertainment против Connectix Corporation, 203 F.3d 596 (2000) — судебный процесс в США, окончившийся решением Апелляционного суда девятого округа, который постановил, что копирование защищенного авторским правом BIOS при разработке программного обеспечения-эмулятора не является нарушением авторских прав, а подпадает под принцип добросовестного использования. Суд также постановил, что репутация товарного знака Sony «PlayStation» не пострадал из-за продаж Connectix Corp. своего программного эмулятора Virtual Game Station.

## Предыстория
В июле 1998 года компания Connectix начала разработку эмулятора Virtual Game Station (VGS) в качестве программы для Macintosh, имитирующей аппаратное обеспечение и прошивку популярной игровой консоли Sony PlayStation. Пользователи VGS получали возможность запускать игры, разработанные для PlayStation, на компьютерах Macintosh, позднее планировался выпуск версии для Windows. Разработка эмулятора была основана на обратном инжиниринге BIOS PlayStation, сначала с использованием неизменённого BIOS для разработки эмуляции оборудования, а затем с разработкой собственного варианта BIOS на основе оригинальной прошивки с добавлением средств отладки. Во время разработки Connectix обращалась в Sony с просьбой о «технической помощи» для завершения VGS, но в результате в сентябре 1998 года просьба была отклонена.
Разработка Virtual Game Station завершилась в декабре 1998 года, в январе 1999 года вышла коммерческая версия эмулятора. Sony восприняла VGS как угрозу своему бизнесу по производству видеоигр и 27 января 1999 года подала жалобу на нарушение авторских прав, а также нарушение интеллектуальной собственности. Sony заручилась поддержкой других производителей оборудования для видеоигр: Nintendo, Sega и 3dfx Interactive, а Connectix — других фирм-разработчиков программного обеспечения, а также и отраслевых ассоциаций.
Окружной суд вынес решение Sony о запрете Connectix
1. копировать или использования код BIOS при разработке Virtual Game Station для Windows;
2. продавать Virtual Game Station для Macintosh или Virtual Game Station для Windows.

Окружной суд также наложил арест на все копии BIOS, принадлежащие Connectix, и все производные копии, основанные или включающие BIOS, разработанный Sony. Однако Connectix успешно обжаловал это решение, и Апелляционный суд девятого округа отменили ранее вынесенное решение.

## Решение суда
Апелляционный суд девятого округа сосредоточил внимание на том, было ли копирование прошивки PlayStation при обратном инжиниринге нарушением принципа добросовестного использования. Суд в значительной степени опирался на аналогичное дело Sega Enterprises Ltd. против Accolade Inc. 1992 году, из которого был сделан ключевой вывод, что копирование с целью обратного инжиниринга соответствовало принципу добросовестного использования. Решение было принято единогласно.
Каждый из четырех критериев добросовестного использования: сущность произведения, охраняемого авторским правом, величина и существенность использованной части, цель и характер использования, влияние на потенциальный рынок — рассматривался судом индивидуально.

### 1. Сущность произведения, охраняемого авторским правом
Суд признал, что программный код действительно подлежит защите авторских прав, однако, следуя прецеденту Sega vs. Accolade, посчитал, что прошивка PlayStation соответствовала меньшей степени защиты авторских прав, так как содержала незащищаемые части (функциональные элементы), которые нельзя было изучить без копирования. Суд отклонил семантическое различие между «изучением» и «использованием», определённое окружным судом, посчитав его искусственным, тем самым отвергнув утверждение окружного суда, что Connectix «…дизассемблировали код Sony не только для изучения идей. В действительности они использовали его при разработке [собственного] продукта».

### 2. Величина и существенность использованной части
Суд посчитал, что этот критерий не имеет большого значения для рассматриваемого дела. Хотя Connectix неоднократно дизассемблировал и копировал BIOS Sony в ходе обратного инжиниринга, конечный продукт Virtual Game Station не содержал материалов, нарушающих авторские права. Суд заключил, что «этот фактор [имел]… очень небольшое влияние» на принятое решение.

### 3. Цель и характер использования
Sony утверждала, что Connectix нарушила авторские права Sony, создав множество промежуточных копий BIOS PlayStation в процессе обратного инжиниринга (то есть копий защищенного авторским правом компьютерного кода, использованных при разработке продукта, не нарушающего авторские права). Суд отклонил это мнение, постановив, что подобный подход, основанный на количестве копий защищённого авторским правом кода, при том, что само копирование квалифицируется как добросовестное использование, приведет к тому, что инженеры-программисты будут вынуждены использовать неэффективные методы, минимизирующие количество промежуточных копий. Предотвращение таких «напрасных усилий» является смыслом принципа добросовестного использования.
Кроме того, суд установил, что конечная цель и характер использования BIOS Sony — создание новой платформы для игр Sony PlayStation — квалифицируются как «умеренно оригинальной». Таким образом, этот критерий добросовестного использования был в пользу Connectix.

### 4. Влияние использования на потенциальный рынок
По последнему критерию суд также вынес решение в пользу Connectix. Хотя Virtual Game Station определённо могла снизить продажи консоли Sony PlayStation, оригинальность решения, позволяющего играть в игры PlayStation на Macintosh, делало эмулятор добросовестным конкурентом на рынке игр Sony и её лицензиатов: «в связи с этим, некоторые экономические потери Sony в результате появления конкурирующего решения не приводят к выводу о недобросовестном использовании. Понятно, что Sony стремится получить контроль над рынком устройств, на которых воспроизводятся игры, производимые или лицензируемые Sony. Однако закон об авторском праве не предоставляет такой монополии».
Апелляционный суд девятого округа также отменил решение окружного суда о том, что Virtual Game Station запятнала репутацию товарного знака «PlayStation». Sony должна была доказать, что 1) знак «PlayStation» «известен»; 2) Connectix «использует знак в коммерческих целях»; 3) «Использование знака началось после того, как он стал известным»; 4) использование обозначения «снижает качество знака, уменьшая способность знака идентифицировать и различать товары и услуги». Поскольку первые три пункта не обсуждались (Connectix, со своей стороны, признали пункты 1 и 3), суд рассмотрел только четвертый пункт.
В результате был сделан вывод, что в предоставленных свидетельствах не показано ущерба товарному знаку «PlayStation»: «Приведенные свидетельства не подтверждают или не предполагают, что товарный знак или продукт Sony рассматривался или мог быть рассмотрен негативно из-за его функционирования при использовании Virtual Game Station компании Connectix. Свидетельства вообще не дают понимания качества функционирования. …Заявление Sony об ущербе репутации не может служить основанием для судебного запрета».

## Заключение и последствия
Апелляционный суд девятого округа отменил решение окружного суда как по искам о нарушении авторских прав, так и по искам об ущербе репутации товарному знаку, отменив судебный запрет против Connectix. Connectix немедленно подала в окружной суд ходатайство об окончательном отклонении иска Sony. После неудачной попытки Sony подать апелляцию в Верховный суд, обе компании урегулировали дело во внесудебном порядке примерно год спустя. 15 марта 2001 года Sony приобрела права на VGS у Connectix. 30 июня 2001 года выпуск эмулятора был прекращён. Компания Connectix закрылась в августе 2003 года.
Сторонники эмуляции видеоигр утверждают, что дело Sony против Connectix подтвердило законность эмуляторов в Соединенных Штатах.